# Кузеванов Віктор Якович
Віктор Якович Кузеванов (21 грудня 1953 , Тбілісі , Грузинська СРСР) - російський біолог і еколог, Директор і науковий керівник Ботанічного саду Іркутського державного університету (1992-2017), президент міжнародної Мережі Ботанічних Садів Східної Азії - East Asia Botanic Gardens Network (2010-2012), громадський діяч і голова Громадської палати міста Іркутська (2010-2014). Автор понад 170 наукових публікацій, у тому числі 3 монографії. Під його керівництвом виконані і захищені 3 кандидатські дисертації. 

## Біографія
У 1976 році - з відзнакою закінчив денне відділення Біологотипу ґрунтового факультету Іркутського державного університету  зі спеціальностями "біолог, викладач біології та хімії". Одночасно в 1974-1976 інженер Інституту біології Іркутського державного університету, де вивчав механізми впливу фенольних сполук і токсикантів на водорості озера Байкал методами мікрохірургії клітин. У 1976-1992 - в Сибірському інституті фізіології і біохімії рослин СО АН СРСР спочатку стажист-дослідник, потім молодший науковий і старший науковий співробітник, де під керівництвом член-кореспондента АН СРСР Р.К.Саляева вперше в Росії розробив методи виділення вакуолей з клітин вищих рослин для вивчення ролі вакуолярної мембрани (тонопласта) при акумуляції речовин в рослинах. У 1984 році - в Московському державному університеті захистив дисертацію на тему "Виділення, властивості і будова мембран вакуолей рослин". 1985-1992 - керівництво групою клітинної інженерії в тому ж інституті. 1989-1990 роки - в біотехнологічних секторі Ядерного дослідницького центру ім.  Баба, Бомбей (Мумбай), Індія (Bhabha Atomic Research Centre ). У 1987-2006 роки - доцент, читання лекцій студентам Іркутського державного університету в курсах "Вибрані глави фізіології рослин", "Основи біотехнології" і ін. З 1992 по 2015 в якості директора очолив Ботанічний сад Іркутського державного університету, де провів його модернізації і перетворення на початку 21-го століття в унікальний природоохоронний і соціально-екологічний ресурс розвитку міста Іркутська і навчально-науковий об'єкт Іркутського державного університету. Працював в 1994 році в якості запрошеного директора-експерта в Чиказькому Ботанічному саду, Чикаго, США (Chicago Botanic Garden  ) і в 1998 - в Королівському Ботанічному саду, Кью, Велика Британія. У цей період зробив з еколого-ботанічними цілями експедиції в понад 200 ботанічних садів в 32 країнах світу. У 2010 році обраний Президентом міжнародної організації - Мережі Ботанічних Садів Східної Азії (Китай, Японія, Корея, Тайвань, Гонконг, Монголія, Східна частина Росії) - East Asia Botanic Gardens Network (EABGN). У 2015-2017 роки тимчасово став науковим керівником ботанічного саду, працюючи радником / помічником ректора Іркутського державного університету академіка РАН І.В.Бичкова для участі в створенні Опікунської ради та Асоціації випускників Іркутського державного університету. У 1989-1993 роки - депутат Свердловського районного ради народних депутатів , голова екологічної комісії і член Президії Ради. У 2010-2014 роках - керівник екологічної комісії Громадської палати міста Іркутська, а також голова Палати в 2012-2014 роки.  C 2015 року радник з питань екології мера міста Іркутська. У 2010 році обраний довічним членом Міжнародного дендрологічного суспільства ). Член Російського географічного товариства, почесний член Всеросійського товариства охорони природи.

## Нагороди
- 2006, 2009, 2013 - почесні грамоти мерії міста Іркутська;
- 2007 - грамота губернатора Іркутської області
- 2011 - медаль «В пам'ять 350-річчя Іркутська»
- 2013 - премія «Eco Person-2013» в номінації «GLOBAL ECO BRAND» від Міжнародного екологічного руху «Terra Viva» (голова руху "Жива Земля" - професор Дроздов, Николай Николаевич )
- 2015 - «Золота медаль» і «Диплом» міжнародної виставки III Міжнародного московського салону освіти.

## Публікації
- Саляєв Р.К. , Кузеванов В. Я. , Хаптагаев В.Я., Копитчук В.Н. Виділення і очищення вакуолей і вакуолярного мембран з клітин рослин. Фізіологія рослин. 1981. Т. 28. № 6. С. 1295-1305.  [Архівовано 5 вересня 2019 у Wayback Machine.]
- Саляєв Р.К. , Озоліна Н.В., Кузеванов В. Я. Особливості білкового і поліпептидного складу ізольованого тонопласта червоного столового буряка. Фізіол.растеній, 1983, т.30, в.2, с.241-245.  [Архівовано 5 вересня 2019 у Wayback Machine.]
- Кузеванов В. Я. , Катков Б. Б., Саляєв Р.К.  [Архівовано 21 січня 2022 у Wayback Machine.] Загальні принципи виділення вакуолей і вакуолярного мембран // Структура і функції біологічних мембран рослин / Под ред. Саляева Р. К., Войниково В. К. - Новосибірськ: Наука, 1985. - С. 93-107.
- Кузеванов В. Я. , Сизих С. В.  [Архівовано 14 вересня 2020 у Wayback Machine.] Ресурси ботанічного саду Іркутського державного університету : наукові, освітні та соціально-екологічні аспекти. - Іркутськ: Изд-во Ирк. держ. ун-ту, 2005. - 243 с. (також на сайті Мін. Обр. Науки РФ ).
- Сизих С.В., Кузеванов В. Я. , Пєсков В.П., Білозерська С.І.  [Архівовано 25 січня 2020 у Wayback Machine.] Садова терапія :  [Архівовано 27 вересня 2018 у Wayback Machine.] Використання ресурсів ботанічного саду для соціальної адаптації та реабілітації . Довідково-методичний посібник. Іркутськ: Изд-во Ирк. держ. ун-ту, 2006.- 48 с.
- Кузеванов В.Я.  [Архівовано 1 березня 2012 у Wayback Machine.] Кайской спадщина . Частина 1. Про майбутнє Кайской гаї і Іркутського Ботанічного саду [Архівовано 28 січня 2019 у Wayback Machine.] . Цей найбільший масив міського лісу між трьома річками Іркутська (Ангарой, Іркутом і Каєю) потрібно зберегти і облаштувати для нинішнього і майбутніх поколінь иркутян. Журнал ПРОЕКТ БАЙКАЛ (Видання Іркутського відділення Спілки архітекторів Росії), № 19, 2009, с. 52-59.
- Кузеванов В. Я. , Губій Є.В., Сизих С.В.  Ботанічні сади як ресурси для соціально-економічного розвитку. Baikal Research Journal. 2010. № 5. С. 313-324.  [Архівовано 5 вересня 2019 у Wayback Machine.]
- Кузеванов В. Я. Ботанічні сади як екологічні ресурси розвитку цивілізації // Праці Томського державного університету (Спеціальний випуск «Ботанічні сади: проблеми інтродукції»), 2010, тому. 274, с. 218-220.  [Архівовано 15 січня 2021 у Wayback Machine.]
- Кузеванов В. Я. Ботанічні сади як екологічні ресурси в глобальній системі соціальних координат  [Архівовано 1 березня 2012 у Wayback Machine.] // Архітектурний журнал «Ландшафтна архітектура і дизайн» (Москва), тому. 29, № 2, с. 7-11, 2010 року.  (English version «Botanic gardens as ecological resources in a global system of social coordinates » http://bogard.isu.ru/articles/2010_lad/lad_2_2010_en.pdf [Архівовано 1 березня 2012 у Wayback Machine.] )
- Калюжнова Н. Я., Кузеванов В. Я. Роль екологічного чинника в конкурентоспроможності регіону. // Економіка регіону, 2010, № 3, стор. 54-62.  [Архівовано 5 вересня 2019 у Wayback Machine.]
- Кузеванов В. Я. Ботанічний сад В. Н. Басніна // Зв'язок часів: Баснін в історії Іркутська / Укладачі С. І. Медведєв, Е. М. Поспехова, В. Н. Чебикіна. - Іркутськ: Оперативна друкарня «На Чехова», 2008. - с.48-61.  Стаття про перший в Сибіру ботанічному саду, створеному в Іркутську купцем Василем Миколайовичем Баснін за сприяння класика ботаніки Миколи Степановича Турчанінова в середині XIX століття.  [Архівовано 18 вересня 2020 у Wayback Machine.]
- Кузеванов В. Я. , Мартинова Н.А.  Ботанічний сад як багатофункціональний науково-освітній ресурс в Байкальської регіоні. Сучасні проблеми науки та освіти. 2015. № 2. С. 579.  [Архівовано 5 вересня 2019 у Wayback Machine.]
- Кузеванов В. Я. , Нікуліна Н.А.  До визначення терміну "екологічні ресурси ". Вісник Красноярського державного аграрного університету . 2016. № 5 (116). С. 77-83  [Архівовано 5 вересня 2019 у Wayback Machine.]
- Кузеванов В. Я.  Багаторічні тренди в динаміці ботанічних садів світу. Вісник ІрГСХА. 2016. № 72. С. 64-73.  [Архівовано 5 вересня 2019 у Wayback Machine.]
- Кузеванов В. Я., Бичков I. В.  [Архівовано 5 вересня 2019 у Wayback Machine.] Шок екологічної освіти та управління змінами. // Екологічне освіта, виховання і просвіта: нові виклики та перспективи розвитку: матеріали наук.-практ. конф. Іркутськ, 23-25 серп. 2018 г. / ФГБОУ ВО «ІДУ». - Іркутськ: Видавництво Іркутського державного університету, 2018. - С. 45-59.